# مارسيل بوش
مارسيل بوش (بالألمانية: Marcel Busch)‏ (2 فبراير 1982 في ألمانيا - ) هو لاعب كرة قدم ألماني في مركز الظهير. لعب مع روت فايس آهلن ونادي آلن ونادي ساندهاوزن وSpVgg Neckarelz ‏ وFC Heilbronn ‏ وSC Pfullendorf ‏.

## وصلات خارجية
- مارسيل بوش على موقع قاعدة بيانات كرة القدم.إي يو (الإنجليزية)
- مارسيل بوش على موقع بيانات كرة القدم. دي إي (الألمانية)
- مارسيل بوش على موقع عالم كرة القدم.نت (الإنجليزية)